# Brandon Vazquez
Pour les articles homonymes, voir Vazquez.
Brandon Vazquez, né le 14 octobre 1998 à Chula Vista en Californie, est un joueur international américain de soccer. Il joue au poste d'attaquant à l'Austin FC.

## Biographie
Né à Chula Vista, près de San Diego, de parents mexicains originaires de Guadalajara,. Sa langue maternelle est l’espagnol. Brandon Vazquez commence à jouer au soccer avec le Surf de San Diego, avant de rejoindre le centre de formation du Club Tijuana,, lorsqu’il rejoint leur équipe des moins de 15 ans. Il traverse la frontière tous les jours pour s'entraîner avec les Xolos,,. Il ne fait qu’une seule apparition avec l'équipe première des Xolos,  lors d'un match nul face aux Lobos BUAP en Copa MX, entrant en jeu en seconde mi-temps, le 17 août 2016,,.

### Carrière en club

#### Départ en MLS à Atlanta (2017-2019)
Le 2 décembre 2016, Brandon Vazquez rejoint la nouvelle franchise d'Atlanta United pour sa saison inaugurale en Major League Soccer. Carlos Bocanegra, directeur technique du club, déclare que, « Brandon a la capacité naturelle de marquer des buts que vous recherchez chez les jeunes attaquants ».
Quelques minutes après ses débuts en MLS, le 22 avril 2017, il marque son premier but pour sceller la victoire 3-1 contre le Real Salt Lake,. Le 30 septembre, le club annonce qu'il manquera quatre à six semaines en raison d’une blessure aux ischio-jambiers. Au cours de ses deux premières saisons sous la direction de Tata Martino à Atlanta, il est déployé en tant qu'ailier plutôt qu'avant-centre.
Le 13 juin 2019, il inscrit son premier doublé en U.S. Open Cup face au Battery de Charleston,. Cinq jours plus tard, il inscrit un nouveau doublé contre le Crew de Columbus, permettant à son club de se qualifier — pour la première fois — pour les quarts de finale de la compétition,. Puis, il honore sa première titularisation en MLS contre le Toronto FC le 26 juin suivant,.

#### Confirmation au FC Cincinnati (2020-2023)
Le 19 novembre 2019, il est sélectionné par le Nashville SC lors du repêchage d’expansion (en). Il est ensuite échangé au FC Cincinnati en échange de 150 000 dollars d'allocation ciblée,,.
Le 1er mars 2020, il est titularisé dès le premier match face aux Red Bulls de New York et délivre sa première passe décisive pour Allan Cruz,. Puis, le 12 septembre suivant, il inscrit son premier but avec les Knifey Lions contre le New York City FC. Il met fin à la série de 557 minutes sans but du FC Cincinnati,. Une semaine plus tard, il honore sa deuxième titularisation face aux Red Bulls de New York et selon Jaap Stam, il réalise un très bon match,. À la fin de la saison, il signe une prolongation de contrat de plusieurs années,.
Il revient en forme à la fin de la saison 2021 après avoir marqué trois buts en trois matches,,. Il devient alors le premier joueur de l’histoire du club à marquer dans trois matches consécutifs,. Durant ses deux premières saisons au FC Cincinnati, il est principalement remplaçant. « J’ai l’impression que beaucoup de gens ne connaissaient pas mon potentiel de cette façon », déclare-t-il au Cincinnati Enquirer.
Il devient rapidement titulaire indiscutable sous les ordres de Pat Noonan. Le 12 mars 2022, il inscrit son premier doublé en MLS contre Orlando City. Le FC Cincinnati bat alors Orlando City pour la première fois de l’histoire du club. Une semaine plus tard, il se montre encore décisif en inscrivant un doublé et en délivrant une passe décisive face à l'Inter Miami. « Son avantage, son potentiel est énorme » et « vous pouvez le voir avec ses deux dernières performances. Pas seulement avec les buts, mais sa capacité à tenir le ballon, sa capacité à travailler défensivement pour notre équipe. Il fait beaucoup de petites choses pour aider le groupe à réussir », déclare l'entraîneur Pat Noonan après la rencontre,. Il est également nommé dans l'équipe-type des semaines 3 et 4,.
Le 9 juillet 2022, il inscrit son neuvième but de la saison face aux Red Bulls de New York. C'est le nouveau record des  Orange and Blue pour le plus grand nombre de buts inscrits en une seule saison depuis que le club a fait le saut en Major League Soccer en 2019. Quatre jours plus tard, il bat son record en inscrivant son dixième but en MLS, lors de la réception des Whitecaps de Vancouver. Puis, il marque cinq buts en quatre matches, incluant un doublé face à l'Inter Miami,.
Le 3 août 2022, Brandon Vazquez est sélectionné pour le match des étoiles de la Major League Soccer 2022 (en) — en remplacement de Valentín Castellanos — qui est disputé contre une équipe d’étoiles de la Liga MX,. Il devient le deuxième joueur de l’histoire du club à se tailler une place parmi les joueurs sélectionnés pour le match des étoiles, après la sélection de Luciano Acosta début juillet. Il marque l'existence du FC Cincinnati, lorsqu’il entre en jeu à la mi-temps. Les vedettes de la Major League Soccer vainquent celles de la Liga MX,. Il déclare, « qu'il s'est bien amusé pendant ces 15 minutes » et « ce fut une expérience incroyable de jouer avec tous ces grands joueurs. Ce fut une semaine amusante et j’ai hâte d’être ici l’année prochaine »,. Le 25 août suivant, il signe un nouveau contrat jusqu'en 2025 avec une année en option en faveur de la franchise de la Queen City,,.
Lors de la dernière journée de la saison régulière, il inscrit son dix-huitième but de la saison et délivre trois passes décisives contre D.C. United,. Grâce à cette victoire, le FC Cincinnati se qualifie pour les séries éliminatoires pour la première fois depuis son arrivée dans la ligue,. Lors du premier tour face aux Red Bulls de New York, il inscrit le but victorieux dans les dernières minutes du match et envoie son équipe en demi-finale de conférence,,. Au tour suivant, les Orange and Blue sont éliminés par le futur finaliste, le Union de Philadelphie. Quelques jours plus tard, il est récompensé par le trophée du soulier d'or — co-meilleur buteur du FC Cincinnati à égalité avec Brenner (18 buts) — attribué par le club-même,. La Major League Soccer annonce le 2 novembre que Brandon Vazquez et son coéquipier Luciano Acosta sont nommés dans l'équipe-type de la saison 2022. Ils sont les deux premiers joueurs de l’histoire du FC Cincinnati à être nommés dans l'équipe-type de la Major League Soccer,. Ses performances remarquées attisent les convoitises et le 13 décembre, son club refuse une offre de sept millions de dollars des Chivas de Guadalajara,.

### Carrière internationale
Possédant à la fois la nationalité américaine et mexicaine, il est éligible pour la sélection américaine mais aussi pour le Mexique, pays dont il possède des origines,,,,.
En sélection de jeunes, il commence à jouer avec le Mexique en moins de 17 ans, mais représente finalement plus tard les États-Unis. Avec les États-Unis il prend part au championnat continental des moins de 17 ans 2015 (en) ; puis il participe à la Coupe du monde qui suit, y disputant deux matchs en phase de groupes, les Américains ne se qualifiant pas pour la phase finale. Il marque un but face à la Croatie lors du deuxième match, puis un second contre le Chili lors du troisième.
En équipe sénior, il n’est pas sélectionné pour la fenêtre internationale de quatre matches en juin 2022, mais le sélectionneur, Gregg Berhalter, déclare lors d’une conférence de presse : « qu'il est proche. S’il continue à marquer des buts à ce rythme et que son équipe continue de gagner, je suis sûr qu’il y aura une opportunité pour lui à l’avenir »,. Puis, il mentionne que Gregg Berhalter l’a informé que ses espoirs de participer à la Coupe du monde au Qatar sont terminés. « J’ai parlé à Gregg juste avant ce camp [de septembre] », et « il disait essentiellement qu’il était un peu trop tard pour m’intégrer et qu’il sentait que je lui avais rendu la tâche très difficile et que je devais simplement continuer à faire mes preuves et que j’aurai cette opportunité lors du prochain cycle », a déclaré Brandon Vazquez à MLS Today,.
Il est par la suite appelé pour participer au camp d'entraînement des Yanks, l'équipe américaine sénior, par Anthony Hudson le 18 janvier 2023,,,,. Le 25 janvier suivant, il honore sa première sélection en tant que titulaire contre la Serbie, lors d'un match amical. Il inscrit son premier but en sélection de la tête sur un centre de son ancien coéquipier à Atlanta, Julian Gressel,. Le match se solde par une défaite 1-2 des Américains,,. Brandon Vazquez devient le premier joueur de l’histoire du FC Cincinnati à obtenir une sélection et à marquer avec l'USMNT,. Brandon Vazquez à propos de ses débuts : « faire mes débuts ce soir et marquer lors de mes débuts avec ma famille ici près de l’endroit où j’ai grandi, c’est quelque chose d’incroyable. Voir ma famille célébrer comme ça et c’est quelque chose d’incroyable à voir ». Il reçoit alors des critiques élogieuses de la part d'Anthony Hudson,.

## Statistiques

### Statistiques détaillées
| Saison                | Club                  | Championnat           | Championnat | Championnat | Championnat | Coupe(s) nationale(s) | Coupe(s) nationale(s) | Coupe(s) nationale(s) | Compétition(s) continentale(s) | Compétition(s) continentale(s) | Compétition(s) continentale(s) | Compétition(s) continentale(s) | Séries | Séries | Séries | États-Unis | États-Unis | États-Unis | Total | Total | Total |
| Saison                | Club                  | Division              | M.          | B.          | P.d.        | M.                    | B.                    | P.d.                  | Comp.                          | M.                             | B.                             | P.d.                           | M.     | B.     | P.d.   | M.         | B.         | P.d.       | M.    | B.    | P.d.  |
| 2016-2017             | Club Tijuana          | Liga MX               | -           | -           | -           | 1                     | 0                     | 0                     | -                              | -                              | -                              | -                              | -      | -      | -      | -          | -          | -          | 1     | 0     | 0     |
| 2017                  | Atlanta United        | MLS                   | 13          | 1           | 1           | 2                     | 2                     | 1                     | -                              | -                              | -                              | -                              | -      | -      | -      | -          | -          | -          | 15    | 3     | 2     |
| 2018                  | Atlanta United        | MLS                   | 8           | 0           | 0           | 2                     | 0                     | 0                     | -                              | -                              | -                              | -                              | 0      | 0      | 0      | -          | -          | -          | 10    | 0     | 0     |
| 2019                  | Atlanta United        | MLS                   | 11          | 2           | 2           | 3                     | 4                     | 0                     | LCC                            | 0                              | 0                              | 0                              | 0      | 0      | 0      | -          | -          | -          | 14    | 6     | 2     |
| Sous-total            | Sous-total            | Sous-total            | 32          | 3           | 3           | 7                     | 6                     | 1                     | -                              | 0                              | 0                              | 0                              | 0      | 0      | 0      | -          | -          | -          | 39    | 9     | 4     |
| 2018                  | Atlanta United 2      | USL                   | 6           | 2           | 0           | -                     | -                     | -                     | -                              | -                              | -                              | -                              | -      | -      | -      | -          | -          | -          | 6     | 2     | 0     |
| 2019                  | Atlanta United 2      | USLC                  | 6           | 3           | 1           | -                     | -                     | -                     | -                              | -                              | -                              | -                              | -      | -      | -      | -          | -          | -          | 6     | 3     | 1     |
| Sous-total            | Sous-total            | Sous-total            | 12          | 5           | 1           | -                     | -                     | -                     | -                              | -                              | -                              | -                              | -      | -      | -      | -          | -          | -          | 12    | 5     | 1     |
| 2020                  | FC Cincinnati         | MLS                   | 19          | 2           | 2           | -                     | -                     | -                     | -                              | -                              | -                              | -                              | -      | -      | -      | -          | -          | -          | 19    | 2     | 2     |
| 2021                  | FC Cincinnati         | MLS                   | 31          | 4           | 3           | -                     | -                     | -                     | -                              | -                              | -                              | -                              | -      | -      | -      | -          | -          | -          | 31    | 4     | 3     |
| 2022                  | FC Cincinnati         | MLS                   | 33          | 18          | 8           | 2                     | 0                     | 0                     | -                              | -                              | -                              | -                              | 2      | 1      | 0      | -          | -          | -          | 37    | 19    | 8     |
| 2023                  | FC Cincinnati         | MLS                   | 29          | 8           | 2           | 4                     | 3                     | 0                     | LC                             | 3                              | 5                              | 0                              | 4      | 1      | 0      | 8          | 4          | 0          | 48    | 21    | 2     |
| Sous-total            | Sous-total            | Sous-total            | 112         | 32          | 15          | 6                     | 3                     | 0                     | -                              | 3                              | 5                              | 0                              | 6      | 2      | 0      | 8          | 4          | 0          | 135   | 46    | 15    |
| 2023-2024             | CF Monterrey          | Liga MX               | 15          | 6           | 0           | -                     | -                     | -                     | CCC                            | 8                              | 4                              | 0                              | 4      | 0      | 0      | -          | -          | -          | 27    | 10    | 0     |
| 2024-2025             | CF Monterrey          | Liga MX               | 16          | 3           | 1           | -                     | -                     | -                     | LC                             | 2                              | 0                              | 0                              | -      | -      | -      | 3          | 0          | 0          | 21    | 3     | 1     |
| Sous-total            | Sous-total            | Sous-total            | 31          | 9           | 1           | -                     | -                     | -                     | -                              | 10                             | 4                              | 0                              | 4      | 0      | 0      | 3          | 0          | 0          | 48    | 13    | 1     |
| Total sur la carrière | Total sur la carrière | Total sur la carrière | 187         | 49          | 20          | 14                    | 9                     | 1                     | -                              | 13                             | 9                              | 0                              | 10     | 2      | 0      | 11         | 4          | 0          | 235   | 73    | 21    |

## Distinctions individuelles
- Membre de l'équipe-type de la Major League Soccer en 2022.
- Sélectionné une fois pour le match des étoiles de la Major League Soccer en 2022 (en).